# Azumanga daioh
Azumanga daioh är en humoristisk manga av mangakan Kiyohiko Azuma som trycktes mellan åren 1999 och 2002. 2002 blev serien bearbetad till en anime om 26 avsnitt. Serien är i strippformat och handlar om ett gäng skolflickor och deras lärare.

## Rollfigurer
Fyra av flickorna var med och tävlade i Newtypes topp-100 animehjältinnor 2002: Osaka kom 7:a, Chiyo 11:a, Sakaki 21:a och Yomi 78:a. Sammanlagt så blev Azumanga Daioh den näst populäraste serien det året.

### Chiyo Mihama
Chiyo Mihama (美浜 ちよ Mihama Chiyo) Röster av: Tomoko Kaneda (Japanska), Jessica Boone (Engelska)
Chiyo är ett genibarn. Hon har hoppat över 5 klasser upp till 10:e klass. När hon är hemma ser man henne nästan alltid tillsammans med sin enorma hund Tadakichi.

### Tomo Takino
Tomo Takino (滝野 智 Takino Tomo) Röster av: Chieko Higuchi (Japanska), Mandy Clark (Engelska)
Tomo är extremt tävlingsinriktad och energisk trots att hon är lat. Hon lyckas alltid gå alla omkring henne på nerverna, speciellt Yomi som har varit hennes klasskamrat sedan länge.

### Koyomi "Yomi" Mizuhara
Koyomi "Yomi" Mizuhara (水原 暦 Mizuhara Koyomi) Röster av: Rie Tanaka (Japanska), Nancy Novotny (Engelska)
Yomi är en gammal kompis och motsatsen till Tomo. Hon ser sig själv som den mognaste flickan i klassen. Hon är smart och atletisk men klagar alltid över sin vikt. Därför har hon testat många olika dieter för att gå ner i vikt. Yomi gillar att sjunga karaoke på fritiden, trots att hon är urusel.

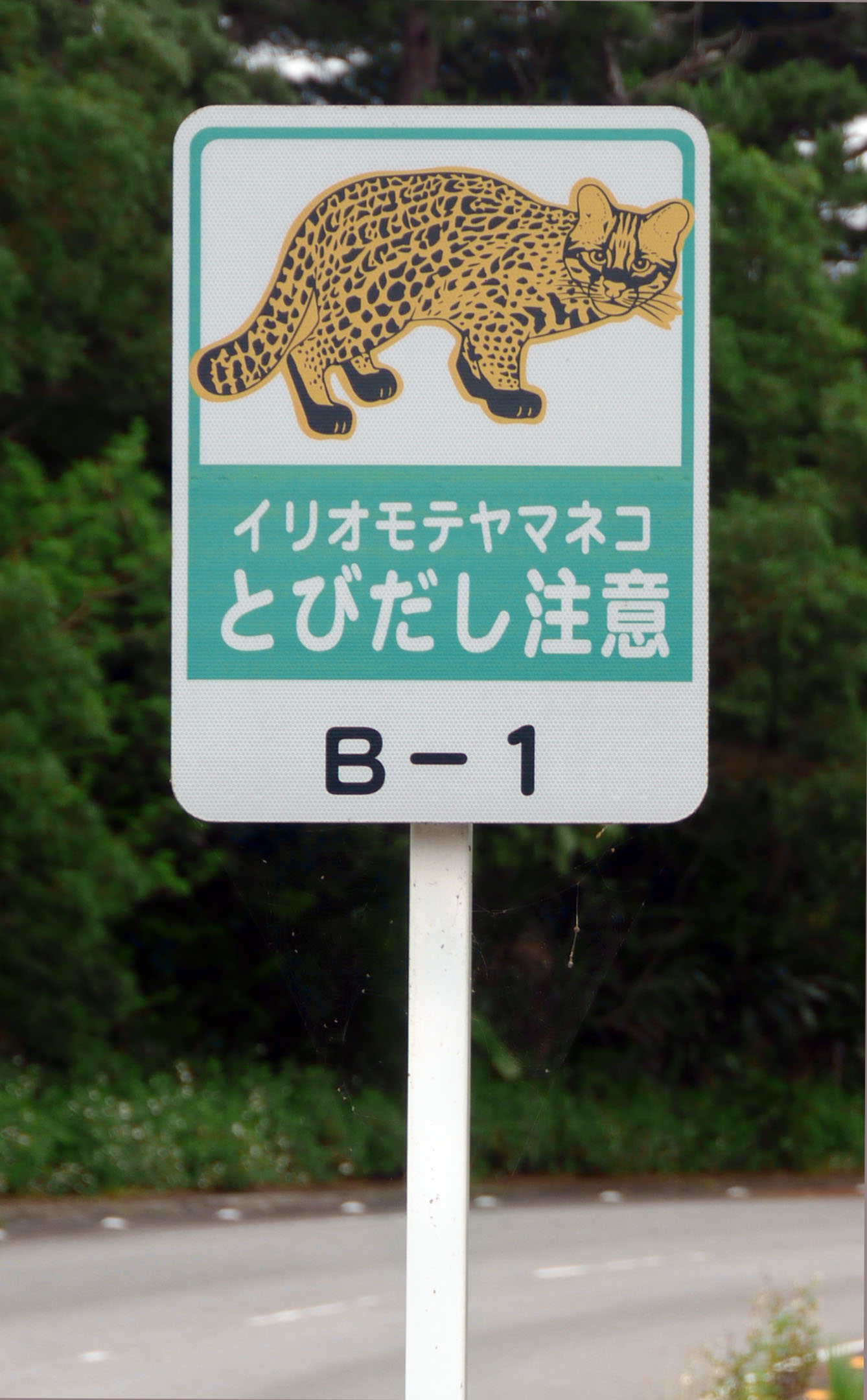
Klassen åker på skolresa till Ryukyuöarna, där det finns en vildkatt.

### Sakaki
Sakaki (榊 Sakaki) Röster av: Yu Asakawa (Japanska), Christine Auten (Engelska)
Sakaki är den långa och blyga flickan i klassen. Hon pratar sällan med andra vilket gör att de andra ser henne som lite mystisk och cool. Själv tycker hon inte om sin längd eller sin styrka eftersom hon inte har något direkt intresse för sport. Sakaki är egentligen en väldigt känslig person och älskar alla söta saker, speciellt katter. Men hennes föräldrar tillåter inte henne att ha en katt i huset och alla katter i området ogillar henne.

### Ayumu "Osaka" Kasuga
Ayumu "Osaka" Kasuga (春日 歩 Kasuga Ayumu) Röster av: Yuki Matsuoka (Japanska), Kira Vincent-Davis (Engelska)
Ayumu är en utbytesstudent från Osaka. Tomo ger henne snabbt smeknamnet "Osaka" som Ayumu inte alls tycker om, men hon orkar inte tjata emot. Hon är en ganska underlig person, dagdrömmer mycket och tycker om att lösa olika sorters gåtor. Dessutom blir hon väldigt lätt intresserad av de mest bisarra saker.

### Kagura
Kagura (神楽 Kagura) Röster av: Houko Kuwashima (Japanska), Allison Sumrall (Engelska)
Kagura hoppar in i klassen under det andra året. Hon är en god idrottare och lägger ner mycket av sin tid i skolans simlag. Hon har sin individuella tävling mot Sakaki som ju är så bra på sport utan att behöva träna något.

### Yukari Tanizaki
Yukari Tanizaki (谷崎 ゆかり Tanizaki Yukari) Röster av: Akiko Hiramatsu (Japanska), Luci Christian (Engelska)
Yukari är flickornas klassföreståndare och engelsklärare. Hon har en nära kontakt med sin klass vilket märks bland annat genom att eleverna tilltalar henne med förnamnet. Precis som Tomo är Yukari oerhört impulsiv och tenderar att inte tänka igenom saker helt och fullt i förväg. Yukaris rival är Minamo, med vilken hon tävlar om att vara den bästa läraren. Yukari är dessutom en extremt dålig bilförare och ingen utom Tomo uppskattar att få skjuts av sin lärare. Chiyo gör exempelvis allt hon kan för att slippa åka i "Yukari-guruma".

### Minamo "Nyamo" Kurosawa
Minamo "Nyamo" Kurosawa (黒沢 みなも Kurosawa Minamo) Röster av: Aya Hisakawa (Japanska), Monica Rial (Engelska)
Minamo är idrottsläraren på skolan. Hon är en gammal kompis med Yukari och lyckas inte alltid hålla koll på sig själv. Dock har hon mycket bättre självdisciplin är Yukari.
Förutom huvudfigurerna finns det i serien ett antal mindre roller. Bland annat Kimura-sensei, en lärare som är besatt av skolflickor, och en annan tjej vid namn Kaorin som verkar vara kär i Sakaki.